# Josep Maria de Sucre i de Grau
Josep Maria de Sucre i de Grau (Gràcia, 23 de març del 1886 - novembre del 1969) va ser un crític d'art, escriptor i pintor, simpatitzant de l'anarquisme i les avantguardes.
El seu pare era Joan de Sucre i Llopis procurador (+1900) i la seva mare Cèlia de Grau. La seva família paterna tenia un llinatge aristocràtic, mentre que la família materna era de caràcter burgès. El seu pare, molt aficionat a la literatura, organitzava vetllades poètiques i mantenia amistat amb diversos autors modernistes. De jove, i encara acompanyat del seu pare, Josep Maria de Sucre va començar a freqüentar les tertúlies al Cafè Tost i Els Quatre Gats. Allà va conèixer artistes com Enric Granados, Isaac Albéniz, Pau Casals, Eugeni d'Ors i Pablo Picasso, entre d'altres.
El 1903, Sucre va començar a treballar d'oficial criminalista als Jutjats de Barcelona, una feina que li va proveir un sou fins al 1923, quan Severiano Martínez Anido el va acomiadar, presumptament arran de les seves simpaties amb els anarcosindicalistes detinguts.

## Inicis en la poesia
El 1905, Sucre comença a publicar a la revista Occitània i el 1906, publicà el seu primer llibre Un poble d'Acció. La següent obra no arribarà fins al 1910 amb Apol noi. D'ell escriu Joan Maragall: 
Tota la seva poesia llença una flaire de joventut que enamora tant més quant més contacte amb no sé què de revollit que es desprèn de tota la nostra jove escola literària «l'Apol noi» és un veritable «Apol noi», aquest títol ha sigut una altra inspiració.

## President de l'Ateneu Enciclopèdic Popular
El juny de 1912 és nomenat president de l'Ateneu Enciclopèdic Popular, càrrec que ocuparà amb alguns parèntesis (1913) fins a 1915, any en què el substitueix Manuel Ainaud. Allà va estrènyer la seva amistat amb Joan Salvat-Papasseit i va col·laborar en tots els números de la revista Un Enemic del Poble, impulsada pel jove poeta amb motivacions entre anarquistes i avantguardistes. En el darrer número de la revista Josep Maria de Sucre publica “La Paradoxa” que més tard es va convertir en el pròleg de Mots propis, llibre de Papasseit editat el 1921.
Durant el 1918, Salvador Torrell i Eulàlia va publicar La Columna de Foc de Reus, on Sucre va col·laborar al costat de Papasseit, Ventura Gassol i Àngel Samblancat.
El 1921 va publicar una biografia de Joan Maragall i L'Ocell Daurat, seguits un any després de Poema Barbre de Serrallonga.

## Pintura i crítica artística
Josep Mª de Sucre inicia la seva activitat de pintor i crític d'art de la mà de Josep Dalmau i Rafel, fet que el va portar fins a l'aventura avantguardista del seu temps. A més de pintar, Sucre va promoure nombroses exposicions a les Galeries Dalmau, per on van passar joves i inquiets artistes com Rafael Barradas, Isidre Nonell, Joan Miró, Salvador Dalí, Joaquim Torres-Garcia i García Lorca, entre d'altres. Formà part del grup constituït al voltant de Barradas conegut com l'«Ateneíllo» de l'Hospitalet (1926-1928).
En els anys 1927-28 Sucre també fa crítica d'art a diverses publicacions: La Revista de Barcelona, Gaceta Literaria de Madrid, Alfar de La Coruña i Sagitario de Mèxic.
Sucre va realitzar la seva primera exposició individual a l'octubre de 1928 a les Galeries Dalmau. El mateix any va participar en una mostra d'art abstracte que va suscitar un gran escàndol i va ser tancada el segon dia. En ella hi havia obres d'Artur Carbonell, Joan Miró, Àngel Planells i Joaquim Torres-Garcia, entre d'altres.
Als anys trenta segueix fent col·laboracions amb temàtiques artístiques i un rerefons polític a les revistes Mall, El Estado Federal i L'Opinió, entre d'altres.
Després de la Guerra Civil, Sucre va viure en una situació de pobresa havent de recórrer amb freqüència a les cues de la caritat. A poc a poc va anar reprenent contactes i activitats.
Del 2 al 22 d'octubre de 1948, De Sucre –juntament amb Modest Cuixart i Tàpies, Maria Girona i Benet, Josep Hurtuna, Jordi Mercadé i Farrés, Ramon Rogent i Perés, Albert Ràfols-Casamada, Jacint Morera i Pujals, Francesc Todó Garcia, Pere Tort i Antoni Tàpies i Puig– va participar en el Primer Saló d'Octubre a les Galeries Laietanes.
Dos anys més tard, amb motiu de la seva presència al Cercle Maillol de l'Institut Francès de Barcelona, va organitzar conferències, projeccions i exposicions d'art. També va tenir un paper important com a pont generacional entre els artistes i obres avantguardistes d'abans i després de la guerra.
Va guanyar el Premio Juan Gris el 1962 per la seva obra pictòrica. Del mateix any 1962 és l'obra Cara d'home, que es troba en el Museu Abelló, de Mollet del Vallès. El 1964 es va publicar un llibre amb les seves memòries. També, el 1964, Joan Francesc de Lasa va produir un curtmetratge sobre la vida i l'obra de Josep Maria de Sucre, que va ser estrenat al Cercle Maillol.
El novembre de 1969, malalt i envellit, Sucre va morir on gairebé sempre havia viscut, al carrer de Sant Salvador, 32 de la vila de Gràcia.

## Obres
- 1911, Abstracte amb corbes. Dibuix a cera sobre paper, 70 x 100 cm
- 1912, Abstracte amb tres impressions de mans. Dibuix a cera sobre paper, 92 x 60 cm
- 1956, Figura femenina. Dibuix a cera sobre paper, 62 x 47 cm
- 1962, Cara d'home
- 1964, Rostre sobre fons vermell. Dibuix a cera sobre paper, 62 x 45 cm